# Siseme pomona
Siseme pomona är en fjärilsart som beskrevs av Frederick DuCane Godman och Osbert Salvin 1890. Siseme pomona ingår i släktet Siseme och familjen Riodinidae. Inga underarter finns listade i Catalogue of Life.